# フィリップ・ランデル
フィリップ・ランデル（Philip Rundell、1746年1月15日 – 1827年2月17日）は、イギリスの宝飾業者。ランデル・アンド・ブリッジの共同経営者の1人で、自社をイギリス王室御用達に育て上げた。
1799年時点のグレートブリテン王国における百万長者（100万ポンド以上の財産を所有する人物）の1人であり、100万ポンド（2023年時点の1.24億ポンドと同等）を所有した。

## 生涯
リチャード・ランデル（Richard Rundell）と妻アン・ディッチャー（Ann Ditcher）の息子として、1746年1月15日に生まれ、2月8日にサマセット州ノートン・セント・フィリップで洗礼を受けた。1760年5月10日にバースで宝飾業者ウィリアム・ロジャーズ（William Rogers）の見習いになり、1768年ごろにロンドンに赴いた。
シード・アンド・ピケット（Theed & Pickett）社に入り、1772年にウィリアム・ピケットとともに共同経営者になり、1786年2月にはピケットの持分を買い上げて単独経営者になった。これにより社名が「フィリップ・ランデル」に変更されたが、1787年12月にジョン・ブリッジ（John Bridge）を共同経営者に迎え入れたことで社名がランデル・アンド・ブリッジに、1804年/1805年に甥エドマンド・ウォラー・ランデル（Edmund Waller Rundell、1768年? – 1857年、マリア・イライザ・ランデルの息子）を共同経営者に迎え入れたことで社名がランデル・ブリッジ・アンド・ランデル（Rundell, Bridge & Rundell）になった。1798年ごろに老舗のJohn Duval, Sons & Co.を買収したことでイギリス王室御用達になった。ブリッジが洗練された言動で王室との取引に適したのに対し、ランデルが勤勉でかんしゃく持ちの職人気質で、同時代の人々にダイヤモンド鑑定の第一人者と目され、2人は30年以上良き同僚になった。
ランデル・ブリッジ・アンド・ランデル社は1819年と1822年にホールマークを登録した。ランデル本人は1823年ごろに引退し、以降はブリッジが自分のホールマークを登録した。引退とともにリージェンツ・パークのサウス・バンク（South Bank）に引っ越したが、かかりつけ医が近くに住んでいるためとも、愛人エリザベス・ウォートリッジ（Elizabeth Wartridge）と同棲するためとも噂された。
1826年末より健康が悪化し、1827年2月17日にサウス・バンクでの自宅で死去した。遺体はヘンドンの教区教会墓地に埋葬された。生涯未婚であり、遺言状に基づき、66万ポンドに上る遺産の残余分はジョセフ・ニールドが相続した。ニールドの母方の祖母がランデル家の人物だったため、2人は遠戚だった。あまりの巨額相続にニールドの父が遺言状で遺産を全額ニールドの弟に相続させたほどだった。